# The Carpet Crawlers
The Carpet Crawlers est une chanson du groupe Genesis initialement sortie en 1974, extraite de l'album concept The Lamb Lies Down on Broadway.
Bien que créditée à l'ensemble du groupe, l'essentiel de la chanson est écrite par Peter Gabriel. C'est le dernier single du groupe sur lequel Gabriel assure le chant, le titre sera repris par la suite par Phil Collins et ensuite par Ray Wilson.

## Versions
La chanson est interprétée en concert lors de la tournée The Lamb Lies Down on Broadway de 1974-1975 au cours de laquelle l'album éponyme est joué dans son intégralité, avec Peter Gabriel au chant.
La chanson est jouée en concert lors de la tournée A Trick of the Tail de 1976 avec Phil Collins au chant et Bill Bruford à la batterie, puis apparait l'année suivante sur l'album Seconds Out avec cette fois-ci Chester Thompson à la batterie. Elle est régulièrement jouée dans les différentes tournées du groupe dont l’avant - dernière de 2007 intitulée Turn It On Again: The Tour et enfin en 2021-2022 pour la tournée d’adieu du groupe The Last Domino? Tour.
Une nouvelle version intitulée The Carpet Crawlers 1999 sort sur l'album Turn It On Again: The Hits, avec à nouveau Peter Gabriel au chant et Phil Collins à la batterie et au chant secondaire (il chante seul le troisième couplet).

## Reprises
En 2013, Steve Hackett reprend la chanson sur son album Genesis Revisited II selection.
Ray Wilson, qui avait remplacé Phil Collins comme chanteur de Genesis entre 1998 et 1999, reprend la chanson sur ses albums Unplugged (2001), Live (2005), Genesis Klassik (2009), Stiltskin Vs.Genesis (2011), Genesis Classic (Live In Poznan) (2011) et Up Close And Personal - Live At SWR1 (2014).
Le tribute band allemand Still Collins, formé en 1995, incorpore régulièrement la chanson dans son répertoire de concert,. Elle figure aussi sur son album Live 2006 (2008).
La chanson est aussi reprise en concert par les tribute bands canadien The Musical Box et italien The Watch.